# Eleocharis usteri
Eleocharis usteri är en halvgräsart som beskrevs av Eduard Palla. Eleocharis usteri ingår i släktet småsäv, och familjen halvgräs. Inga underarter finns listade i Catalogue of Life.